# 岩国市の地名
岩国市の地名（いわくにしのちめい）では、山口県岩国市の地名の一覧を記す。町名の後の（）内は発足年ならびに町名設置前の字名。

## 旧市域

### 発足当初の市域
岩国市は1940年、5町村の合併により発足した。各町村から引き継がれた20大字が設置された。以下、大字の一覧を示す。ただし、1950年に新設された1町もあわせて示す。
- 装束（旧麻里布町）
- 室木（旧麻里布町）
- 今津（旧麻里布町）
- 柱島（旧麻里布町。現存）
- 向今津（旧川下村）
- 車（旧川下村）
- 中津（旧川下村）
- 尾津（旧愛宕村）
- 門前（旧愛宕村）
- 牛野谷（旧愛宕村）
- 岩国（旧岩国町）
- 錦見（旧岩国町）
- 横山（旧岩国町）
- 川西（旧岩国町）
- 平田（旧岩国町）
- 海土路（旧灘村）
- 藤生（旧灘村）
- 黒磯（旧灘村）
- 青木（旧灘村）
- 保津（旧灘村）
- 麻里布町（1950年、装束・室木の各一部より新設）

しばらくこの21町字であったが、1964年から1970年にかけて、離島である柱島を除く上記地域の全域で町名設置が行われた。したがって、1970年までに柱島を除く大字(旧麻里布町を含む)はすべて廃止されている。以下、このときに設置された町名を示す。
- 昭和町1丁目～3丁目（1964年、麻里布町・室木）
- 元町1丁目～4丁目（1964年、麻里布町・室木・今津）
- 三笠町1丁目～3丁目（1964年、麻里布町・室木・今津・向今津）
- 飯田町1丁目～3丁目（1964年、室木・今津）
- 桂町1丁目～2丁目（1964年、室木・今津）
- 日の出町（1964年、今津・向今津）
- 川口町1丁目～2丁目（1964年、今津・向今津）
- 室の木町1丁目～5丁目（1965年、室木）
- 立石町1丁目～4丁目（1965年、麻里布町・室木）
- 砂山町1丁目～2丁目（1965年、麻里布町・室木）
- 麻里布町1丁目～7丁目（1965年、麻里布町・室木・今津）
- 今津町1丁目～6丁目（1965年、麻里布町・今津・向今津）
- 山手町1丁目～4丁目（1965年、室木・今津）
- 錦見1丁目～8丁目（1966年、錦見）
- 岩国1丁目～5丁目（1966年、岩国・錦見・関戸）
- 横山1丁目～3丁目（1966年、横山）
- 川西1丁目～4丁目（1966年、川西・錦見）
- 装束町1丁目～6丁目（1968年、装束）
- 新港町1丁目～5丁目（1968年、装束・室木）
- 川下町1丁目～6丁目（1968年、向今津・車）
- 旭町1丁目～3丁目（1968年、向今津・車）
- 三角町1丁目～3丁目（1968年、向今津・車・中津）
- 車町1丁目～3丁目（1968年、向今津・車・中津）
- 楠町1丁目～3丁目（1968年、向今津・車・中津）
- 中津町1丁目～3丁目（1968年、車・中津）
- 牛野谷町1丁目～3丁目（1969年、中津・牛野谷）
- 尾津町1丁目～5丁目（1969年、中津・尾津・門前）
- 門前町1丁目～5丁目（1969年、中津・門前・牛野谷）
- 平田1丁目～6丁目（1969年、平田）
- 灘町（1969年、平田・海土路）
- 南岩国町1丁目～5丁目（1969年、尾津・門前・平田・海土路・藤生）
- 海土路町1丁目～2丁目（1969年、海土路・藤生）
- 藤生町1丁目～5丁目（1970年、藤生・黒磯）
- 黒磯町1丁目～3丁目（1970年、黒磯）
- 青木町1丁目～4丁目（1970年、黒磯・青木）
- 保津町1丁目～2丁目（1970年、青木・ 保津）

2012年から2013年にかけて、愛宕山において町名設置が再度行われている
- 愛宕町1丁目～3丁目（1丁目は2012年、2丁目以降は2013年。牛野谷町1丁目～3丁目・尾津町1丁目～2丁目・門前町2丁目・南岩国町2丁目・平田4丁目～5丁目）

### 昭和の大合併により岩国市域となった地区
1955年に7村が一斉に岩国市編入された。小瀬村は大字小瀬となり、他6村は32大字を引き継ぎ、33大字となった。新岩国駅周辺の一部で町名設置が行われたことを除けば、全域が大字として残っているため、旧岩国市域では前述の柱島を含め34大字が存在することになる。
- 小瀬（旧小瀬村。合併に伴い新たに大字として発足）
- 関戸（旧藤河村）
- 多田（旧藤河村）
- 田原（旧藤河村）
- 阿品（旧藤河村）
- 御庄（旧御庄村）
- 大谷（旧御庄村）
- 持国（旧御庄村）
- 行波（旧北河内村）
- 下（旧北河内村）
- 杭名（旧北河内村）
- 相ノ谷（旧北河内村）
- 二鹿（旧北河内村）
- 天尾（旧北河内村）
- 瓦谷（旧北河内村）
- 守内（旧北河内村）
- 保木（旧南河内村）
- 寺山（旧南河内村）
- 近延（旧南河内村）
- 行正（旧南河内村）
- 上田（旧南河内村）
- 入野（旧南河内村）
- 廿木（旧南河内村）
- 大山（旧南河内村）
- 伊房（旧南河内村）
- 竹安（旧南河内村）
- 土生（旧南河内村）
- 角（旧南河内村）
- 柱野（旧師木野村）
- 六呂師（旧師木野村）
- 叶木（旧師木野村）
- 通津（旧通津村）
- 長野（旧通津村）

以下、1980年代以降に町名設置が行われた区域である。
- 御庄1丁目～5丁目（1983年、御庄）
- 関戸1丁目（年不詳、関戸・多田）
- 多田1丁目～3丁目（年不詳、多田）

## 平成の大合併により岩国市域となった地区
2006年（平成18年）に岩国市（第1次）が玖珂郡由宇町・玖珂町・周東町・錦町・美川町・美和町・本郷村と合併し、岩国市（第2次）が発足している。

その際に旧郡部の地名は、○○町○○のように合併前の町名を冠した後に大字を続けている。合併した自治体の中には、本郷村があったが、合併後は「本郷町」に変更となっている。

旧郡部では由宇町を除き町名設置は行っておらず、由宇町の一部および玖珂町の全域以外はすべて大字区域であるため、該当の地区は大字の列挙のみにとどめる。

以下の町字名の一覧はすべて冠称する町名(旧自治体名)を省略するものとする。

### 由宇町
前身の由宇村が町村制施行時に単独村制であったため、大字が未設置だった。その後、1955年に神代村の一部(通称：神東地区)を編入したため、その部分が通称名から大字神東となり、その後半世紀近くにわたり、大字なし+1大字体制となった。
- (大字なし。現在は「岩国市由宇町xx番地」という住所表記となる)
- 神東

以下は、2000年代に住居表示が実施され新設された町である。いずれも大字なしの区域からの発足である。なお、岩国市合併後に発足した町もあるが、ここでは「由宇町」は省略するものとする。なお、合併前に新設された町名の一部は合併時に改称している。
- 千鳥ケ丘1丁目～3丁目（2001年）
- 南沖1丁目～4丁目（2002年）
- 港町1丁目～3丁目→港1丁目～3丁目（2003年）
- 南町1丁目～5丁目→南1丁目～5丁目（2003年）
- 中央1丁目～2丁目（2005年）
- 由宇崎（年不詳。合併前）
- 西1丁目～3丁目（2007年）
- 北1丁目～7丁目（2010年）

### 玖珂町
前身の玖珂村が町村制施行時に単独村制であったため、大字が未設置だった。それが岩国市合併直前まで続いたため、現在は全域をもって単一の「岩国市玖珂町」となっている。

### 周東町
- 明見谷（旧高森町）
- 川上（旧高森町）
- 上久原（旧高森町）
- 田尻（旧高森町）
- 中山（旧高森町）
- 用田（旧高森町）
- 下久原（旧高森町）
- 三瀬川（旧川越村）
- 獺越（旧川越村）
- 下須通（旧米川村）
- 差川（旧米川村）
- 西長野（旧米川村）
- 上須通（旧米川村）
- 樋余地（旧米川村）
- 祖生（旧祖生村。周東町発足時に大字として新設）

### 錦町
- 大野（旧広瀬町）
- 中ノ瀬（旧広瀬町）
- 府谷（旧広瀬町）
- 広瀬（旧広瀬町）
- 野谷（旧広瀬町）
- 須川（旧深須村）
- 深川（旧深須村）
- 宇佐（旧高根村）
- 宇佐郷（旧高根村）
- 大原（旧高根村）

### 美川町
- 小川（旧河山村）
- 四馬神（旧河山村）
- 添谷（旧河山村）
- 南桑（旧桑根村）
- 根笠（旧桑根村）

### 美和町
- 秋掛（旧秋中村）
- 北中山（旧秋中村）
- 生見（旧賀見畑村）
- 阿賀（旧賀見畑村）
- 下畑（旧賀見畑村）
- 釜ケ原（旧坂上村）
- 黒沢（旧坂上村）
- 岸根（旧坂上村）
- 百合谷（旧坂上村）
- 長谷（旧坂上村）
- 日宛（旧坂上村）
- 大根川（旧坂上村）
- 中垣内（旧坂上村）
- 瀬戸ノ内（旧坂上村）
- 上駄床（旧坂上村）
- 田ノ口（旧坂上村下駄床。1957年、現名称に改称）
- 滑（旧坂上村）
- 佐坂（旧坂上村）
- 渋前（旧坂上村）
- 西畑（旧坂上村）

### 本郷町
岩国市合併前は本郷村だった。
- 本谷
- 本郷
- 宇塚
- 波野
- 西黒沢